# Moissac-Vallée-Française
Moissac-Vallée-Française (okzitanisch Moissac de Valfrancesca) ist eine französische Gemeinde mit 217 Einwohnern (Stand 1. Januar 2022) im Département Lozère in der Region Okzitanien. Sie gehört zum Kanton Le Collet-de-Dèze im Arrondissement Florac.  Peyrolles-en-Cévennes, L’Estréchure, Saumane und Saint-André-de-Valborgne.

## Lage
Die Gemeinde Moissac-Vallée-Française liegt in den Cevennen an der Grenze zum Département Gard, 25 Kilometer westlich von Alès. Nachbargemeinden von Moissac-Vallée-Française sind Saint-Germain-de-Calberte im Norden, Saint-Étienne-Vallée-Française im Osten, Saint-Jean-du-Gard und Peyrolles-en-Cévennes im Südosten, L’Estréchure im Süden, Saumane im Südwesten, Saint-André-de-Valborgne im Westen sowie Sainte-Croix-Vallée-Française im Nordwesten.
Der Fluss Gardon de Sainte-Croix, passiert den zu Moissac-Vallée-Française gehörenden Weiler Le Clautrier. Weitere Ortschaften in der Gemeindegemarkung sind Appias, La Roquette, Moissac-le-Bruc, La Boissonade, Le Fès Roland, Le Fès Begon, La Pélucarié und Saint-Roman-de-Tousque.

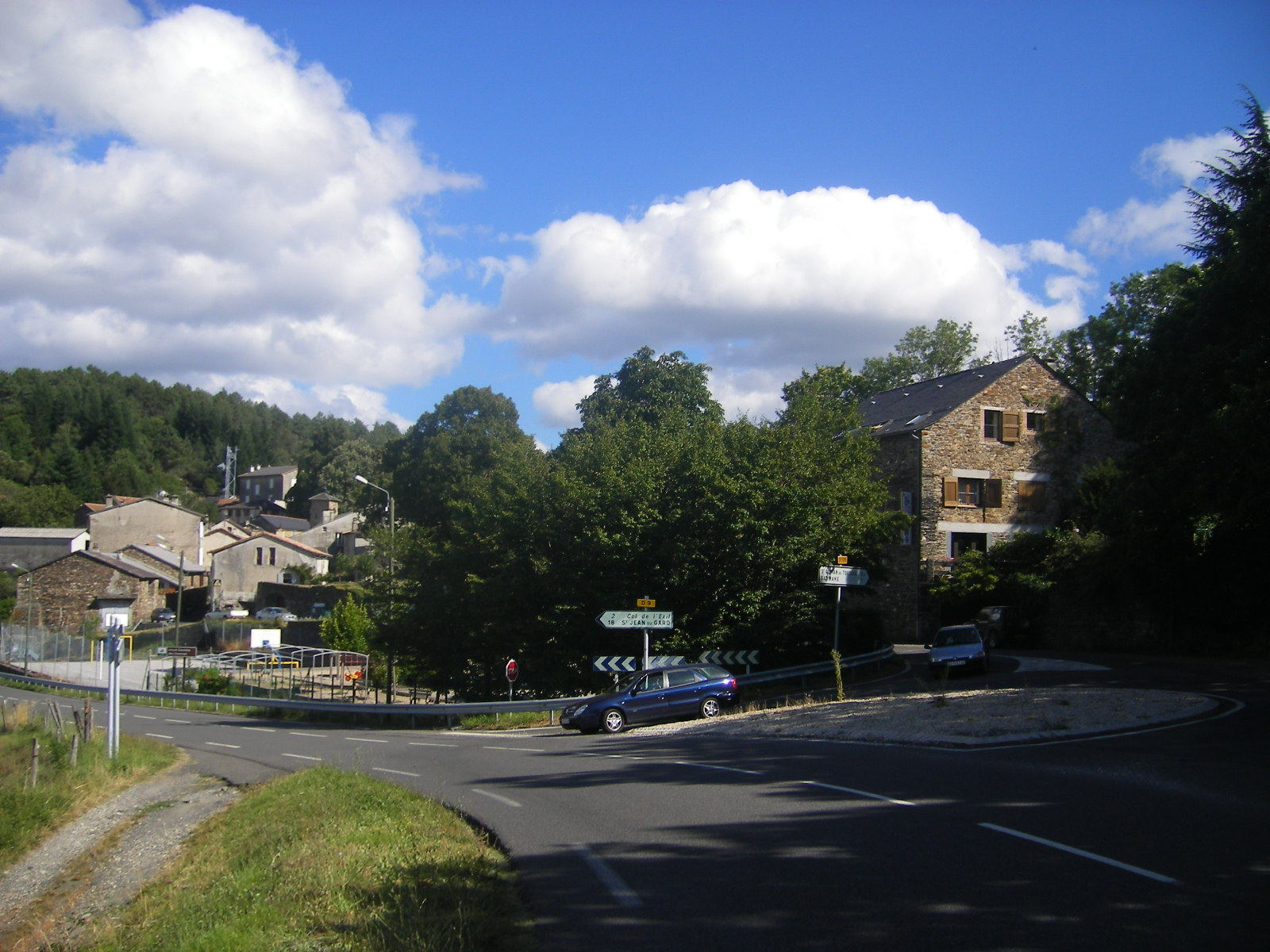
Ortsteil Saint-Roman-de-Tousque

## Bevölkerungsentwicklung
| Jahr                       | 1962 | 1968 | 1975 | 1982 | 1990 | 1999 | 2006 | 2012 | 2022 |
| -------------------------- | ---- | ---- | ---- | ---- | ---- | ---- | ---- | ---- | ---- |
| Einwohner                  | 198  | 164  | 163  | 194  | 178  | 228  | 236  | 223  | 217  |
| Quellen: Cassini und INSEE |      |      |      |      |      |      |      |      |      |

## Sehenswürdigkeiten
- Temple de la Boissonnade
- Ruine der Burg Moissac aus dem 11. Jahrhundert
- Kirche Notre-Dame-de-Valfrancesque in Boissonade

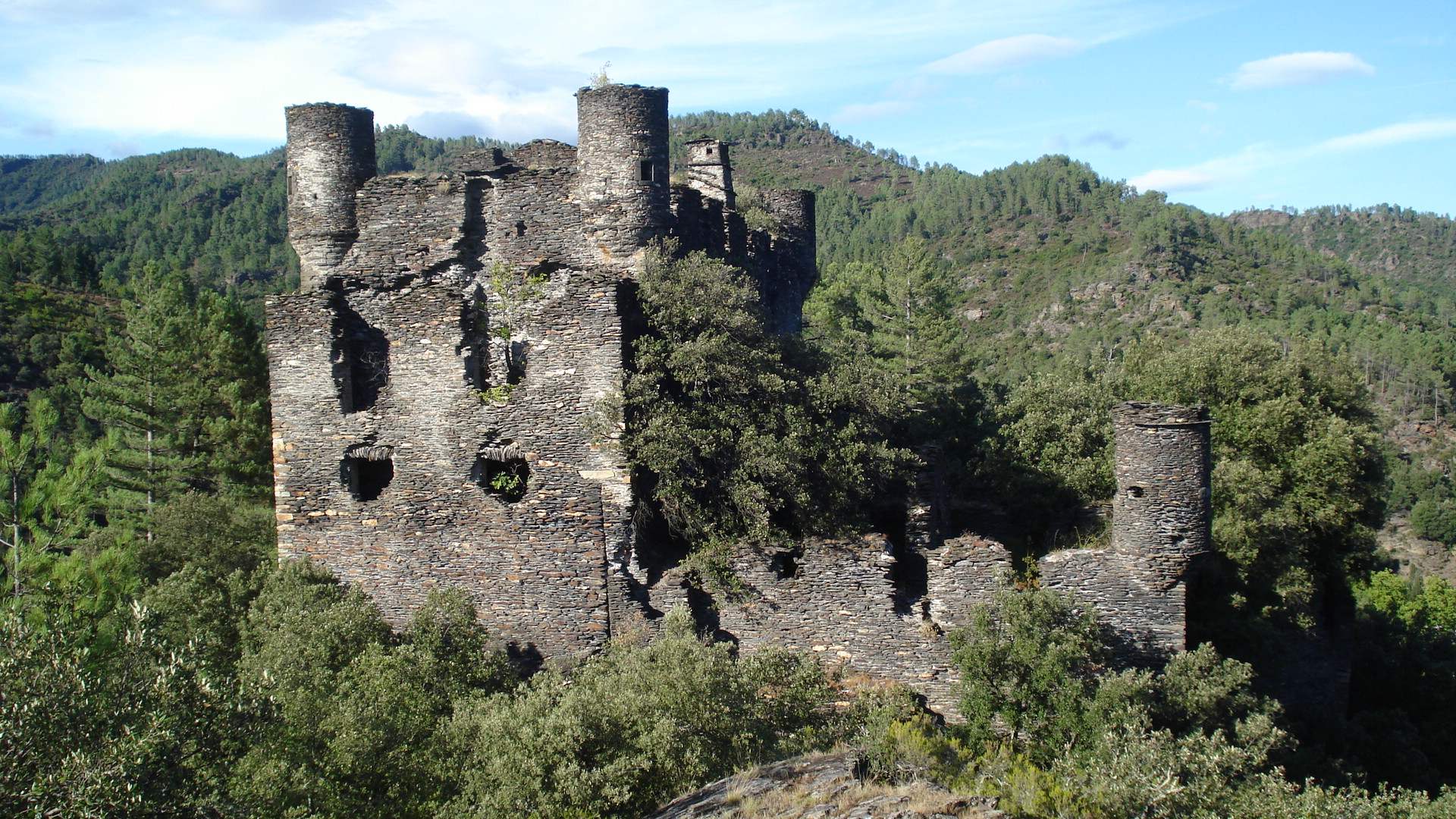
Burgruine
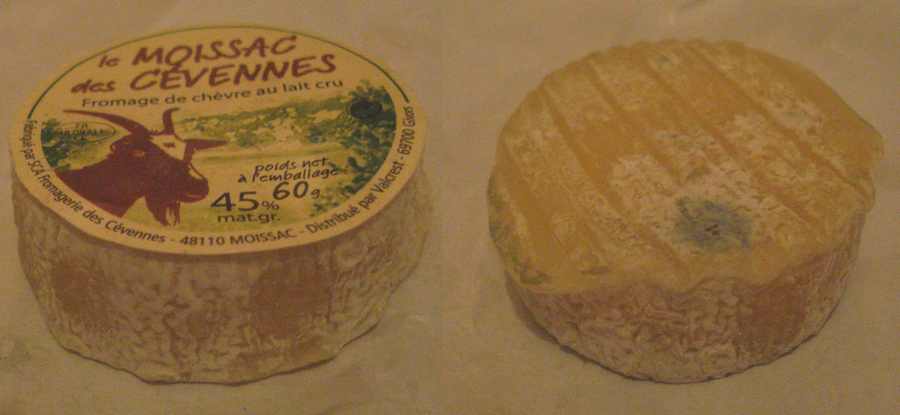
Käse aus Moissac-Vallée-Française

## Wirtschaft
Moissac-Vallée-Française ist bekannt für die örtliche Käseproduktion.